# Шульте, Карл-Антон
Карл-Антон Шульте (нем. Karl-Anton Schulte; 27 декабря 1873, Ныса — январь 1948) — немецкий адвокат, партийный функционер и политик, входивший в Партию католического Центра; изучал право во Фрайбурге-им-Брайсгау, Мюнхене и Вроцлаве; в 1905 году стал прокурором в городе Лешно (Лисса); в 1919—1921 годах являлся делегатом Прусского Учредительного собрания, став затем депутатом местного ландтага; в марте 1921 года Шульте стал депутатом рейхстага; переизбрался на выборах 1924 года от округа Бреслау и занимал пост до 1928. Автор целого ряда политических и публицистических работ.

## Биография
Карл-Антон Шульте родился 27 декабря 1873 в городе Ныса; он изучал право в университетах Фрайбурга-им-Брайсгау, Мюнхена и Вроцлава, где в годы учёбы входил в целый ряд студенческих союзов — включая братства «K.St.V Brisgovia», «K.St.V. Saxonia München» и «K.St.V. Unitas Breslau». После получения высшего образования, в 1898 году, он начал работать в прусской судебной системе.
В 1905 году Шульте стал прокурором в городе Лешно, в те годы носившем название Лисса. В 1910 году он переехал в прусский округ Бромберг, где был назначен прокурором семь лет спустя — во время Первой мировой войны, в 1917. Уже в Веймарской республике, с 1919 года, занимал пост директора окружного суда в Бреслау (Вроцлаве), прежде чем был назначен главным прокурором (в 1921 году). С 1926 года являлся председателем сената в суде Бреслау, а два года спустя, в 1928 — председателем окружного суда в Ханау.
Шульте являлся членом Партии католического Центра: был вторым председателем провинциальной партийной ассоциации в Нижней Силезии. Кроме того, с 1920 года он являлся членом общегосударственного партийного комитета, а с 1924 — членом исполнительного комитета партии Центра.
В период между 1919 и 1921 годом Карл-Антон Шульте являлся делегатом Прусского Учредительного государственного собрания — органа, отвечавшего за подготовку и проведение референдума о принятии новой конституции Свободного государства Пруссия в период после Ноябрьской революции в Германии и до первого созыва прусского ландтага. После выборов в местный ландтаг, он занимал пост регионального депутата до 31 января 1923 года: в марте 1921 года он стал депутатом рейхстага, заменив своего коллегу по партии Алоиза Пушмана (1882—1937/1939), который перешёл в исполнительную ветвь власти. На выборах 1924 года Шульте переизбрался в рейхстаг от округа Бреслау: всё время своего пребывания в парламенте он состоял членом парламентской группы центральной фракции. Скончался уже после Второй мировой войны: в январе 1948 года, в возрасте 74 лет; точная дата смерти и место захоронения, по состоянию на начало XXI века, оставались невыясненными.

## Работы
За годы своей жизни Карл-Антон Шульте написал множество сочинений — в основном являвшихся политическими работами. Он описывал устройство и работу германского рейхстага, писал отчёты о партийных конференциях и обсуждал юридические вопросы, связанные с отменой монархии в Германии.
- Was geschieht mit dem Fürsten-Vermögen? — M. Gladbach : Volksvereins-Verlag, 1926.
- [Der] Deutsche Reichstag, 1927.